# Slavomir (Mähren)
Slavomir aus der mährischen Herrscherdynastie der Mojmiriden war 871 kurzzeitig der Fürst (dux) von Mähren. Er führte den Mähreraufstand gegen die ostfränkischen Okkupationstruppen an, die Mähren nach der Verhaftung der regierenden Fürsten Rastislav und Svatopluk I. besetzt hatten.

## Herkunft und Werdegang
Slavomir war ein Mitglied der in Mähren herrschenden Mojmiriden-Dynastie und vor 871 als Priester tätig. Laut dem Historiker Eric J. Goldberg ist möglich, dass Slavomir einer der „hochrangigen Geiseln“ war, die sein Verwandter Fürst Rastislav 864 an die Franken übergeben musste, da im selben Jahr Bischof Otgar von Eichstätt einen Gutsbesitz in der Nähe der fränkisch-mährischen Grenze an einen Slawen namens „Sleimar“ gewährte. Dabei könnte es sich um eine Aussprachvariante von Slavomirs Namen handeln.

## Vorgeschichte der Ereignisse von 871

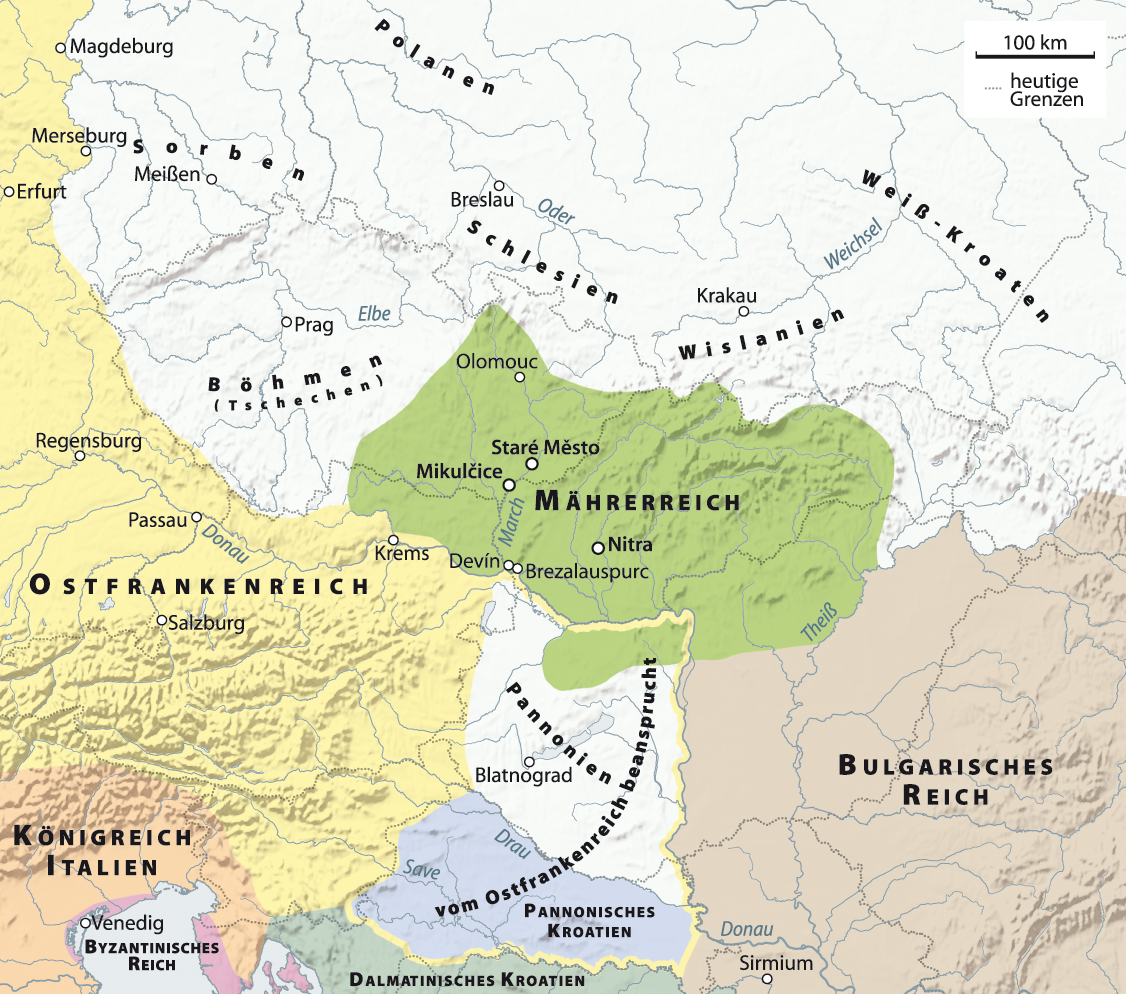
Das Mährerreich unter Rastislav

Im Jahr 870 wurde der mährische Knjas Rastislav von seinen mitregierenden Neffen Svatopluk verraten. Dabei gelang es Svatopluk, seinen Onkel festzunehmen und an dessen Erzfeind, den ostfränkischen König Ludwig den Deutschen, auszuliefern, welcher Rastislav blenden und in ein bayerisches Kloster stecken ließ. Mähren wurde daraufhin fast widerstandslos von ostfränkischen Truppen des bayerischen Königs Karlmann besetzt und der mährische Königsschatz geplündert. Svatopluk konnte dadurch 870 die alleinige Herrschaft über ganz Mähren antreten, allerdings blieben fränkische Besatzungstruppen unter dem Kommando von Wilhelm II. und Engelschalk I. weiterhin im Land. Bereits im Jahr 871 wurde Svatopluk jedoch von Karlmann des Verrats beschuldigt, festgenommen und aus Mähren weggebracht.

## Wahl zum Fürsten und Mähreraufstand
Die Mährer, die bis dahin ohne Widerstand die Fremdherrschaft ertragen hatten, nahmen an, dass Svatopluk getötet worden sei und sie somit führungslos seien. So wurde Slavomir, ein bisher als Priester tätiger Verwandter Svatopluks, zum neuen mährischen Knjas gewählt. Slavomir verweigerte diese Wahl zunächst, wohl im Hinblick auf seine geistliche Tätigkeit. Als ihm aber im Falle einer Ablehnung mit dem Tod gedroht wurde, akzeptierte er die Wahl schließlich und setzte sich an die Spitze eines mährischen Aufstandes gegen die ostfränkischen Besatzer. Die Tatsache, dass Slavomir ein Priester war, deutet laut dem Historiker Eric J. Goldberg darauf hin, dass keine männliche Mitglieder der mährischen Herrscherdynastie zur Verfügung standen, da der Großteil von ihnen den Franken als Geisel überlassen worden war. Slavomir war möglicherweise früher selbst eine solche Geisel gewesen. Er versuchte, Wilhelm II. und Engelschalk I. aus Mähren zu vertreiben, doch wurden seine Truppen trotz zahlenmäßiger Überlegenheit von Karlmanns Männern geschlagen. Daraufhin musste sich Slavomir in die mährische Hauptstadt zurückziehen.
Laut dem tschechischen Historiker Dušan Třeštík erkannte Karlmann, dass er Mähren nicht unterwerfen kann. Er entschied sich, den Mährern zu beweisen, dass ihr rechtmäßiger Knjas Svatopluk noch lebte. Karlmann ließ Svatopluk aus dem Gefängnis frei, ernannte ihn zum Knjas und beschenkte ihn mit königlichen Gaben, welche höchstwahrscheinlich aus dem geplünderten Mojmíriden-Schatz stammten. Svatopluk erklärte sich deshalb bereit, ein fränkisches Heer nach Mähren zu führen und gegen Slavomir zu kämpfen. Das Heer marschierte bis zur mährischen Hauptstadt, wo es zu einer Entscheidungsschlacht kommen sollte.
Während jedoch das fränkische Heer vor der Hauptstadt sein Lager aufschlug, gelang es Svatopluk, sich heimlich Zutritt zur mährischen Festung zu verschaffen und die Mährer davon zu überzeugen, dass er immer noch ihr Herrscher sei. So löste Svatopluk Slavomir als mährischen Knjas ab und griff das Lager der ahnungslosen Bayern an. Dabei wurde ein Großteil des bayerischen Heeres vernichtet und Wilhelm II. und dessen Bruder Engelschalk I. getötet. Obwohl die historischen Quellen zum weiteren Leben von Slavomir schweigen, ist es sehr wahrscheinlich, dass dieser nach der erneuten Machtübernahme Svatopluks I. wieder als Priester tätig wurde.

## Rezeption
Der slowakische Historiker Milan S. Ďurica bezeichnet Slavomir als einen „vergessenen oder verschwiegenen König der alten Slowaken“ und sieht in ihm einen „Nationalhelden“ und „Heiligen“, der den sich „in größter Gefahr befindlichen mittelalterlichen Staat der Slowaken gerettet“ habe. Außerdem hält Ďurica es für möglich, dass Slavomir der Autor der altslawischen Texte der Kiewer Blätter ist.
Die historische Figur Slavomirs wird auch in der Romanreihe „Rozlet a pád Veľkej Moravy“ (dt. Aufstieg und Fall Großmährens) im zweiten Band mit dem Titel „Slavomír knieža slovanské“ (dt. Der slawische Fürst Slavomir) des slowakischen Schriftstellers Albert Masár Tatranský behandelt.